# Aleksandr Jesienin-Wolpin
Aleksandr Siergiejewicz Jesienin-Wolpin, ros. Александр Сергеевич Есенин-Вольпин (ur. 12 maja 1924 w Leningradzie, zm. 16 marca 2016 w Bostonie) – rosyjski matematyk, działacz opozycyjny w ZSRR, jeden z głównych ideologów rodzącego się ruchu dysydenckiego drugiej połowy lat 60. XX w.

## Życiorys
Jego rodzicami byli Siergiej Jesienin i Nadieżda Wolpin. Od 1933 mieszkał z matką w Moskwie. W 1946 ukończył studia matematyczne na Wydziale Mechaniczno-Matematycznym Uniwersytetu Moskiewskiego, w 1949 obronił tam pracę doktorską. W lipcu 1949 został aresztowany za czytanie znajomym własnych wierszy uznanych za antysowieckie. Został zdiagnozowany jako chory psychicznie i skierowany na przymusowe leczenie, w 1950 w kolejnym orzeczeniu skazano go na 5 lat zesłania. Przebywał w obwodzie karagandyjskim. W 1953 został zwolniony, prowadził w Moskwie badania matematyczne, rozwijał teorię tzw. ultraintuicjonizmu, równocześnie kontynuował działalność poetycką. W 1959 ponownie został zamknięty w szpitalu psychiatrycznym, przebywał tam około dwóch lat. W 1961 jego wiersze zebrane w tomie Wiosenny list oraz esej Wolny traktat filozoficzny zostały opublikowane w USA (był to drugi przypadek, gdy obywatel ZSRR publikował za granicą pod własnym nazwiskiem, bez zgody władz sowieckich – pierwszy dotyczył Borisa Pasternaka).
Od 1961 współpracował jako nieetatowy pracownik z Wszechzwiązkowym Instytutem Informacji Naukowej i Technicznej. Jesienią 1965 zaangażował się w obronę aresztowanych poetów, Andrieja Siniawskiego i Julija Daniela. Był pomysłodawcą tzw. mityngu jawności, na którym 5 grudnia 1965 demonstrowano z żądaniem jawnego procesu tych osób, co był symbolicznym początkiem działań ruchu obrony praw człowieka w ZSRR. W kolejnych latach wielokrotnie występował w obronie praw człowieka, m.in. w związku z aresztowaniem Aleksandra Ginzburga i jego towarzyszy sądzonych w tzw. procesie czworga. Opublikował Poradnik dla tych, którzy oczekują na przesłuchanie (Памятка для тех, кому предстоят допросы). W lutym 1968 został kolejny raz zamknięty w szpitalu psychiatrycznym, co spowodowało szeroką akcję protestacyjną środowisk matematycznych całego świata. W 1970 został ekspertem Komitetu Praw Człowieka w ZSRR. Zmuszony do emigracji, w maju 1972 wyjechał do USA. Pracował na uniwersytetach w Buffalo i Bostonie, wspierał działania ruchu obrony praw człowieka w ZSRR.
Jego wiersze polsku znajdują się w tomie Wstyd było milczeć. Świadectwa radzieckich dysydentów, wybór i wstęp Marek Radziwon, wyd. Instytut Książki-Nowaja Polsza, Kraków-Warszawa 2013 opublikowano jego wspomnienia 5 grudnia 1965.